# Frederic Moore

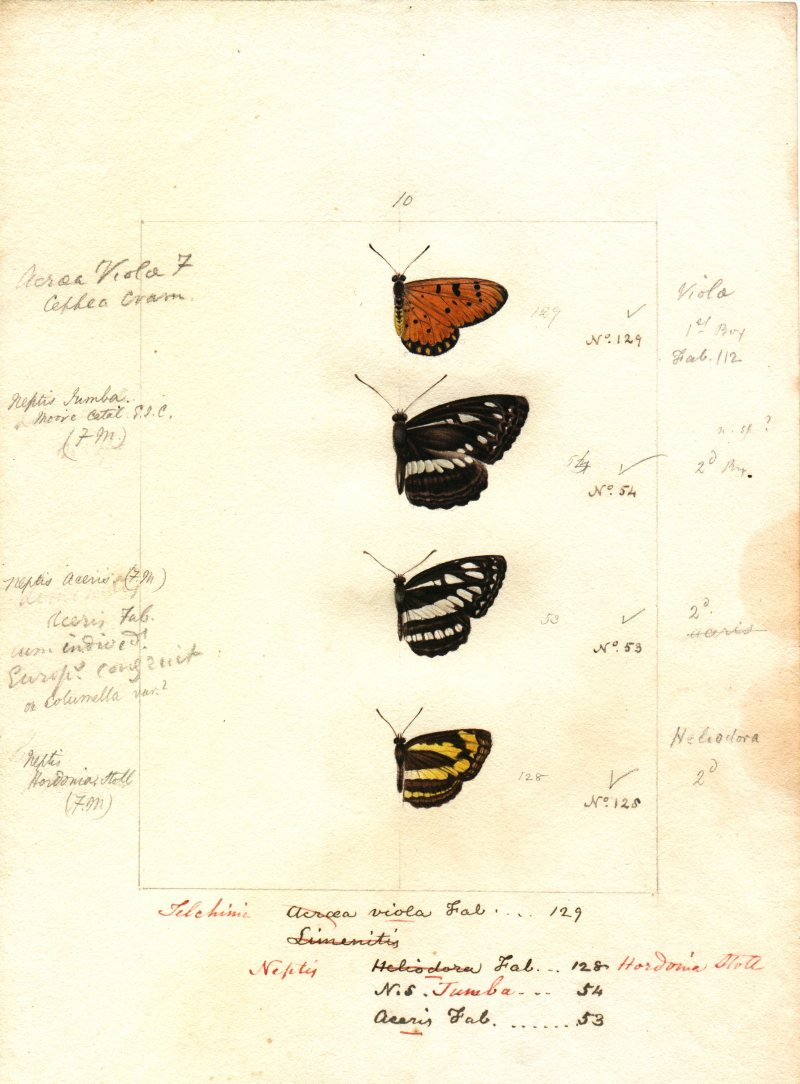
Akwarela Roberta Templetona z notatkami Frederica Moore'a na lewym marginesie

Frederic Moore (ur. 13 maja 1830, zm. 10 maja 1907) – brytyjski entomolog lepidopterolog. Był asystentem kustosza Brytyjskiej Kompanii Wschodnioindyjskiej w Londynie. Jego głównym dziełem było dwunastotomowe opracowanie motyli Azji Lepidoptera indica, które ukończył już po jego śmierci Charles Swinhoe. Zilustrowali je syn Moore'a i John Nugent Fitch.
Był członkiem Towarzystwa Linneuszowskiego w Londynie, Royal Entomological Society of London, członkiem korespondentem Stettiner Entomologische Verein.

## Prace
- Lepidoptera indica (1890–1913)
- The Lepidoptera of Ceylon (1880–87)
- (z Thomasem Horsfieldem) A catalogue of the birds in the museum of the East-India Company (1854–58)